# مكظم الشبيكة
مكظم الشبيكة قرية جنوب غرب قرية سراء وهي تقع على وادي المبعوثة وكذلك على وادي شبيكة رمان ويحدها جبل صايد العملاق من الجنوب. وهي عبارة عن شعبتين شمالية وجنوبية يفصل بينهما سناف جبلي أحمر. مياهها قريبة ووفيرة ولكنها لا تصلح للشرب.